# بوهلال (ممثل)
عبد الله هلال الشمري ومعروف باسم بوهلال (31 مارس 1972)، ممثل  كويتي

## عن حياته
ولد في مدينة الخفجي ثم انتقل إلى الكويت وتحديدًا محافظة الجهراء لينتقل أخيرًا إلى قطر، اكتشف موهبته المخرج الكويتي نواف سالم الشمري الذي قدمه من خلال برنامج المنوعات فضائيات بعام 1997.
قدم بو هلال  مسلسل فلاشات في قطر و نجح المسلسل كسب مشاهدات كبيره مع الفنان سعد بخيت 

## أعماله

### في التلفزيون
| سنة الإنتاج | اسم المسلسل             | الشخصية |
| ----------- | ----------------------- | ------- |
| 1997        | فضائيات - برنامج        |         |
| 1998        | سينمائيات - فوازير      |         |
| 1999        | مسرحيات 2000            |         |
| 1999        | الموذي                  |         |
| 2000        | مطبات                   | أسامة   |
| 2000        | محطات - سهرة تلفزيونية  |         |
| 2000        | قطعة 13 - مسلسل كرتوني  | هلول    |
| 2001        | سر الحياة               |         |
| 2002        | دار الفلك - مسلسل إذاعي | بوهلال  |
| 2002        | ثمن عمري                | وليد    |
| 2003        | يوم آخر (مسلسل)         | حمدي    |
| 2003        | فوق تحت - برنامج        |         |
| 2005        | دولاب الزمن             |         |
| 2006        | عيال الفريج             | صجمة    |
| 2012        | رن الجرس - برنامج       | صويمي   |
| 2016        | سنابات - برنامج         |         |
| 2020        | فلاشات - الجزء الأول    |         |
| 2021        | فلاشات - الجزء الثاني   |         |

### في المسرح
| سنة الإنتاج | اسم المسلسل       | الشخصية     |
| ----------- | ----------------- | ----------- |
| 1994        | الأستاذ صنهات     |             |
| 1999        | كلك نظر           | وسيم        |
| 1999        | خيران رايح جاي    | عروض الأولى |
| 2000        | فضيحة             | يعقوب       |
| 2002        | السندباد          |             |
| 2005        | لا مساومة لا خيار |             |
| 2016        | هيلق ستايل        |             |
| 2016        | عرب تويت          |             |
| 2018        | شللي يصير؟!       |             |

### في السينما
| سنة الإنتاج | اسم المسلسل | الشخصية |
| ----------- | ----------- | ------- |
| 2004        | منتصف الليل |         |

## روابط خارجية
- بوهلال على موقع قاعدة بيانات الأفلام العربية